# Le Jardinier espagnol
Le Jardinier espagnol (The Spanish Gardener) est un roman de A. J. Cronin publié en 1950.

## Résumé
L'amitié entre un garçon et un jeune jardinier mal vécue par le père du garçon. 

## Adaptations
au cinéma
- Le Jardinier espagnol (The Spanish Gardener), film de Philip Leacock, avec Dirk Bogarde (1956).

à la télévision
- Nicholas, série brésilienne (1958)
- O Jardineiro Espanhol, série brésilienne (1967)